# ACIS
Pour les articles homonymes, voir Acis (homonymie).
ACIS est à la fois un moteur de rendu 3D (pour les solides modélisés) et un format de données propriétaire. Le nom d'ACIS est dérivé des noms de ses créateurs : Alan, Charles, Ian's System (Alan Grayer, Charles Lang et Ian Braid).
ACIS est employé par beaucoup d'industries de réalisateurs de logiciel telles que la conception assistée par ordinateur (CAO), la fabrication assistée par ordinateur (FAO), l'ingénierie assistée par ordinateur (IAO), l'architecture, la technologie et la construction (AEC), machines mesurant des coordonnées (CMM), l'animation 3D et la construction navale.
Le moteur ACIS est utilisé par exemple dans GstarCAD PRO et CST Microwave Studio.